# Adelsteen Normann

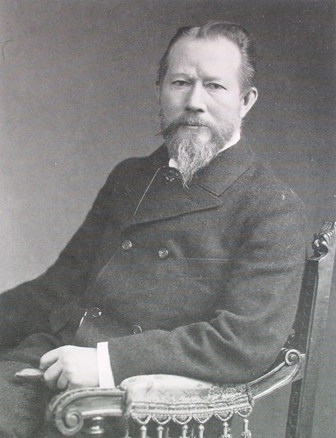
Adelsteen Normann, Foto von Carl Tietz

Eilert Adelsteen Normann (* 1. Mai 1848 auf der Insel Vågøya bei Bodø; † 26. Dezember 1918 in Christiania, jetzt Oslo) war ein norwegischer Landschaftsmaler der Düsseldorfer Schule.

## Leben
Adelsteen Normanns Vater Johan Normann (1804–1862) war ein wohlhabender Schiffer und Hofbesitzer, der sein Vermögen dem Boom der Nordlandfischerei verdankte. Sein zweiter Sohn Adelsteen wurde 1860 auf eine Schule in Trondheim geschickt. Nach dem frühen Tod des Vaters übernahm die Witwe Sofia Maria (1815–1894), geb. Dreyer, das Geschäft, da die Kinder noch minderjährig waren. Adelsteen besuchte von 1863 bis 1867 eine weiterführende Schule in Bergen. 1869 sollte er in Kopenhagen eine Kaufmannsausbildung beginnen. Seine Eindrücke in Kopenhagener Museen ließen aber seinen Entschluss reifen, Maler zu werden.
1869 kam Normann mit 23 Jahren an die Kunstakademie Düsseldorf, um Landschaftsmalerei zu studieren. Er wurde Schüler von Oswald Achenbach und, nachdem dieser sein Amt 1872 niedergelegt hatte, von dessen Nachfolger Eugen Dücker. 1870 heiratete Normann die Rheinländerin Catharine Hubertine Weitgan (1845–1911). 1871 besuchte er ihre Heimat. Bereits 1872 konnte er erste Gemälde auf Ausstellungen in Düsseldorf und Kopenhagen zeigen. 1873 schloss er sein Studium ab und nahm in Düsseldorf festen Wohnsitz. Das Familienvermögen erlaubte ihm den Kauf eines Hauses mit Garten in der Sternstraße 40. In Düsseldorf war Normann Mitglied im Künstlerverein Malkasten.
Der künstlerische Erfolg stellte sich ungewöhnlich schnell ein. 1873 war er auf der Weltausstellung in Wien vertreten. 1874 in London und Berlin, 1876 in Philadelphia. Auf der Ausstellung der Royal Academy erhielt er 1874 die „Albert-Edward-Medaille“ und 1877 eine Silbermedaille. 1878 stellte er auf der Weltausstellung in Paris aus. 1884 wurde ein Werk Normanns anlässlich einer Ausstellung des Pariser Salons mit einer Ehrenmedaille bedacht, fünf Jahre später errang er für ein anderes Gemälde eine Bronzemedaille. Weitere Ausstellungsorte waren Göteborg (1881), Boston (1883), Budapest (1884), Antwerpen (1885), Versailles (1885), Madrid (1892) und München (1904). Unter den Käufern seiner Bilder waren das Schwedische Nationalmuseum Stockholm (1877), König Oscar II. (1883, 1887), Kaiser Wilhelm II. (1887) und Erzherzog Franz Ferdinand von Österreich-Este (1904).
Normann gilt als Entdecker des Malers Gunnar Berg, der ein Sohn eines Kaufmanns und Hofbesitzers in Svolvaer war, dem Normann familiär und sozial verbunden war. Auf seinen Rat nahm Berg 1883 ein Studium an der Düsseldorfer Akademie auf. Zusätzlich erhielt er Privatunterricht bei Normann.
1886 besuchte Normann mit seiner Familie den elterlichen Hof auf Vågøya, den die Mutter in diesem Jahr ihrem dritten überlebenden Sohn Jonathan Dreyer Normann (1855–1916) übergab.
1887 folgte Normann der gewachsenen Anziehungskraft der Reichshauptstadt Berlin und zog, wie 1880 schon sein Landsmann Hans Fredrik Gude, nach Berlin. Er bewohnte Atelierwohnungen im feinen Westen in der damals noch selbständigen Nachbargemeinde Deutsch-Wilmersdorf: Ansbacher Straße 44/45 (1899), Nassauische Straße 54/55 (1908) und Regensburger Straße 10 (1917). Über Walter Leistikow, Max Liebermann und Franz Skarbina machte er Bekanntschaft mit dem dortigen Kulturbetrieb und wurde Mitglied des Vereins Berliner Künstler. Gunnar Berg zog im gleichen Jahr wie Normann nach Berlin, wo ihn dieser und seine Tochter Emma bis zu seinem frühen Tod im Jahr 1893 begleiteten.
1890/91 ließ sich Normann von dem Architekten Karl Norum eine Villa in Balestrand am Sognefjord errichten, in der er fortan die Sommer verbrachte. Das Gebäude war hier der Prototyp einer Villa im Drachenstil und ist noch heute als Villa Normann bekannt. Auf diese Weise bot sich auch die Möglichkeit des Kontakts zum Kaiser, der Balestrand regelmäßig besuchte. Er schaffte sich ein „Nordlandsbåt“ an, das er mit einem Außenbordmotor ausstattete, um so leichter seine Motive vom Wasser aus erreichen zu können.
Bei seinem Besuch in Norwegen 1892 sah Normann eine Ausstellung mit Bildern des noch wenig bekannten Künstlers Edvard Munch, dessen Begabung er erkannte. Auf seine Vermittlung konnte Munch mehr als 55 Werke auf einer Ausstellung des Vereins Berliner Künstler in Berlin zeigen. Die Ausstellung löste einen Skandal aus, da Munchs Werke am Hof und bei der Mehrzahl der Besucher Anstoß erregten. Nach wenigen Tagen wurde die Ausstellung geschlossen. Den Skandal hatte Normann vorausgesehen. Mit seinem Kollegen Max Uth und dem Kunsthistoriker Hermann Beenken führte er deswegen lange Diskussionen. Normann hat jedoch auf diese Weise Munch zu seiner bis heute andauernden, überragenden Bekanntheit verholfen.
Kaiser Wilhelm II. hat Normann seinen Einsatz für Munch nicht nachgetragen. Noch auf seiner letzten Nordlandreise 1914 bestellte er ein monumentales Bild des Lyngenfjords bei Normann, das er aber wegen des Krieges nicht mehr erhielt, worauf ein Reeder Normann das Werk abkaufte.
An Reisen in fremde Länder scheint Normann wenig Interesse gehabt zu haben. Er muss jedoch zumindest einmal in Frankreich gewesen sein, wie es Gemälde mit einem Provence-Motiv verraten.
In Berlin richtete Normann eine Malerschule ein, wobei der Unterricht im Sommer in Balestrand stattfand. Er unterrichtete vornehmlich junge Damen, von denen es aber keine zu größerer Bekanntheit brachte. Eine von ihnen war Luise Rostalski (1883–1954), von der er 1909 einen Sohn bekam, der den Namen Adelsteen jr. (1909–1990) erhielt. Normann wünschte die Scheidung von seiner Frau, die sich jedoch widersetzte. Nachdem sie 1911 gestorben war, heiratete er die 35 Jahre jüngere Luise.
1910 ließ er durch einen norwegischen Bauunternehmer ein Haus in Deutsch-Wilmersdorf errichten. Dieser aber floh mit seinem Geld nach Amerika, und Normann geriet in Konkurs, aus dem er sich durch verstärkte Bilderproduktion befreite.
1917 zog Normann aus Gesundheitsgründen nach Norwegen zurück, wo er nach längerer Krankheit an der Spanischen Grippe starb. Seine Urne wurde auf den Südwestkirchhof Stahnsdorf überführt, wo sich eine Kapelle im norwegischen Stil befindet.
Aus erster Ehe hatte Normann fünf Kinder, Emma (1871–1954), Otto (* 1872), Walter (* 1874), Olga (1875–1961) und Ella (1877–1908). Emma Normann, die in Düsseldorf und Berlin aufwuchs, heiratete den Publizisten Willy Pastor, der durch seine Veröffentlichungen über Ur- und Frühgeschichte bekannt wurde, in denen er die These vertrat, die Kultur sei von Norden nach Europa gekommen. Sie malte auch, trotz ihres geringen Talents, ahmte Hans Dahl nach und illustrierte die Bücher ihres Mannes. Für die Kirche in Balestrand malte sie das Altarbild. Otto heiratete Gunnhild, eine Tochter des Malers Georg Anton Rasmussen, Walter heiratete Lorna, eine Tochter des Malers Hans Andreas Dahl.
Ole Juul (1852–1927) aus Henningsvær war ein Vetter mütterlicherseits von Normann. Normann ermutigte ihn zu einer Karriere als Maler und schickte ihn 1876 nach Düsseldorf, wo er bei Eugen Dücker studierte.

## Werk

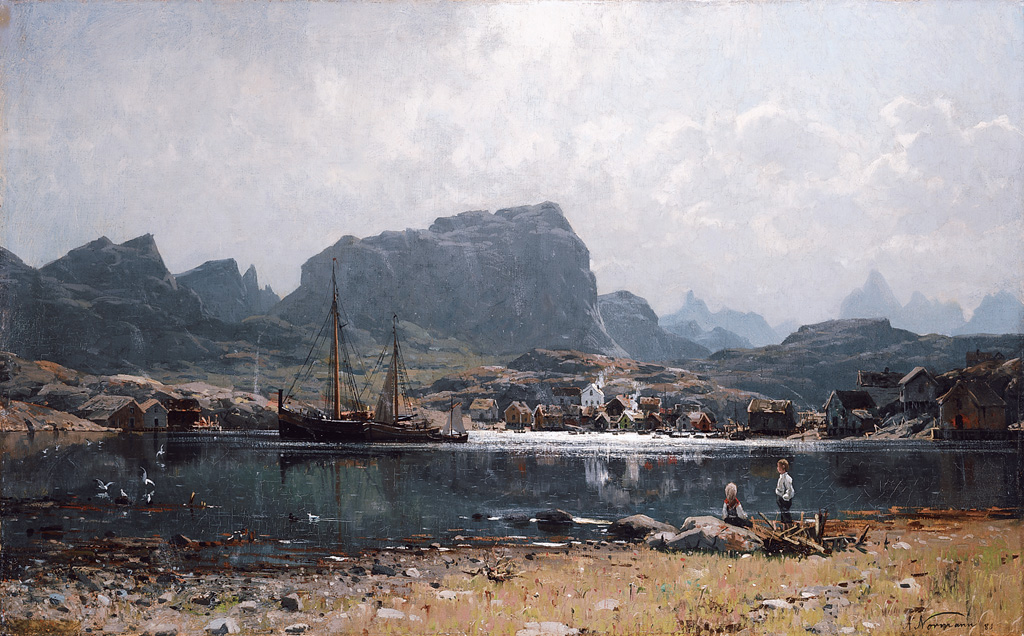
Fischerdorf in Nordnorwegen

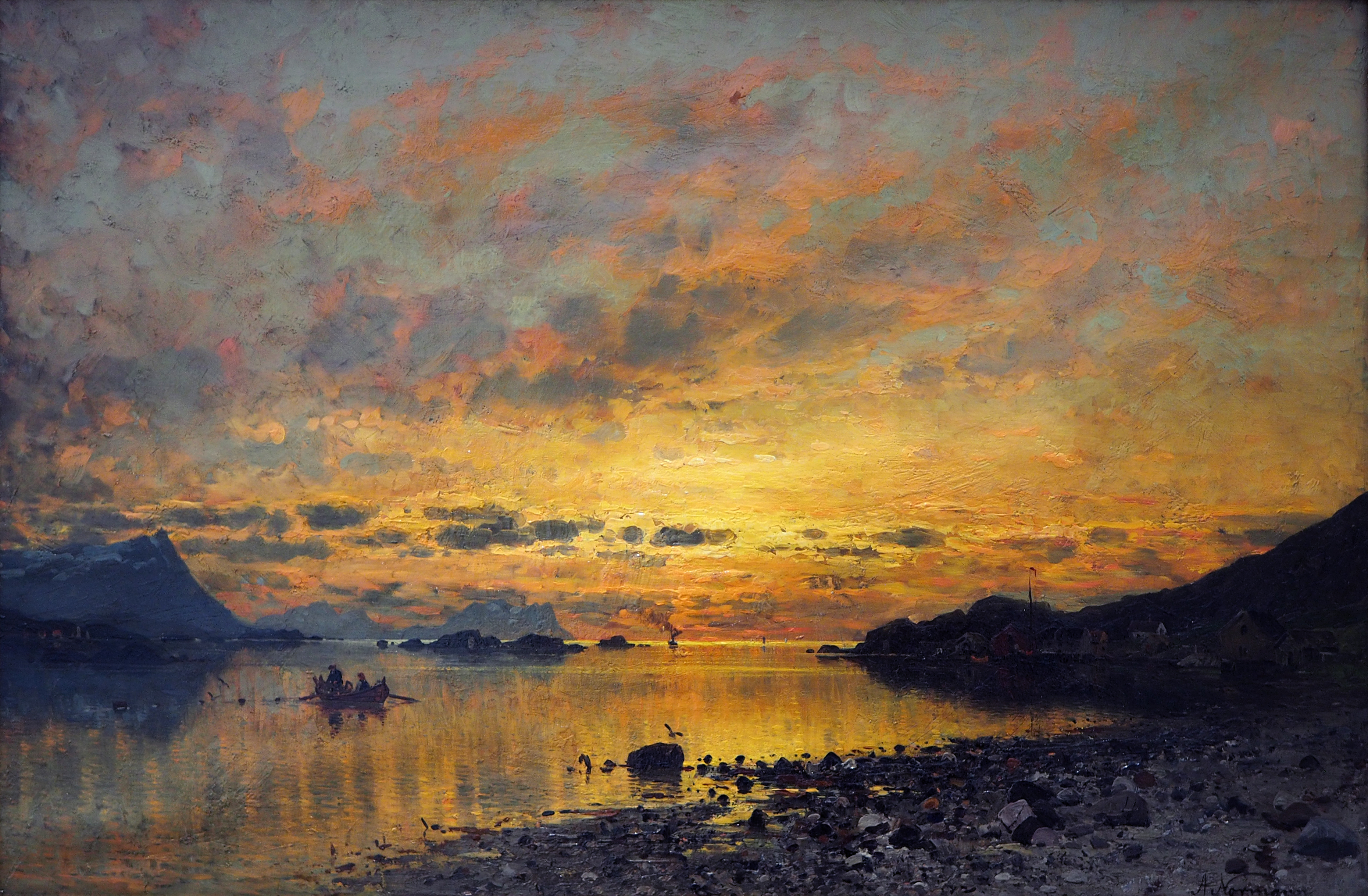
Mitternacht in Norwegen

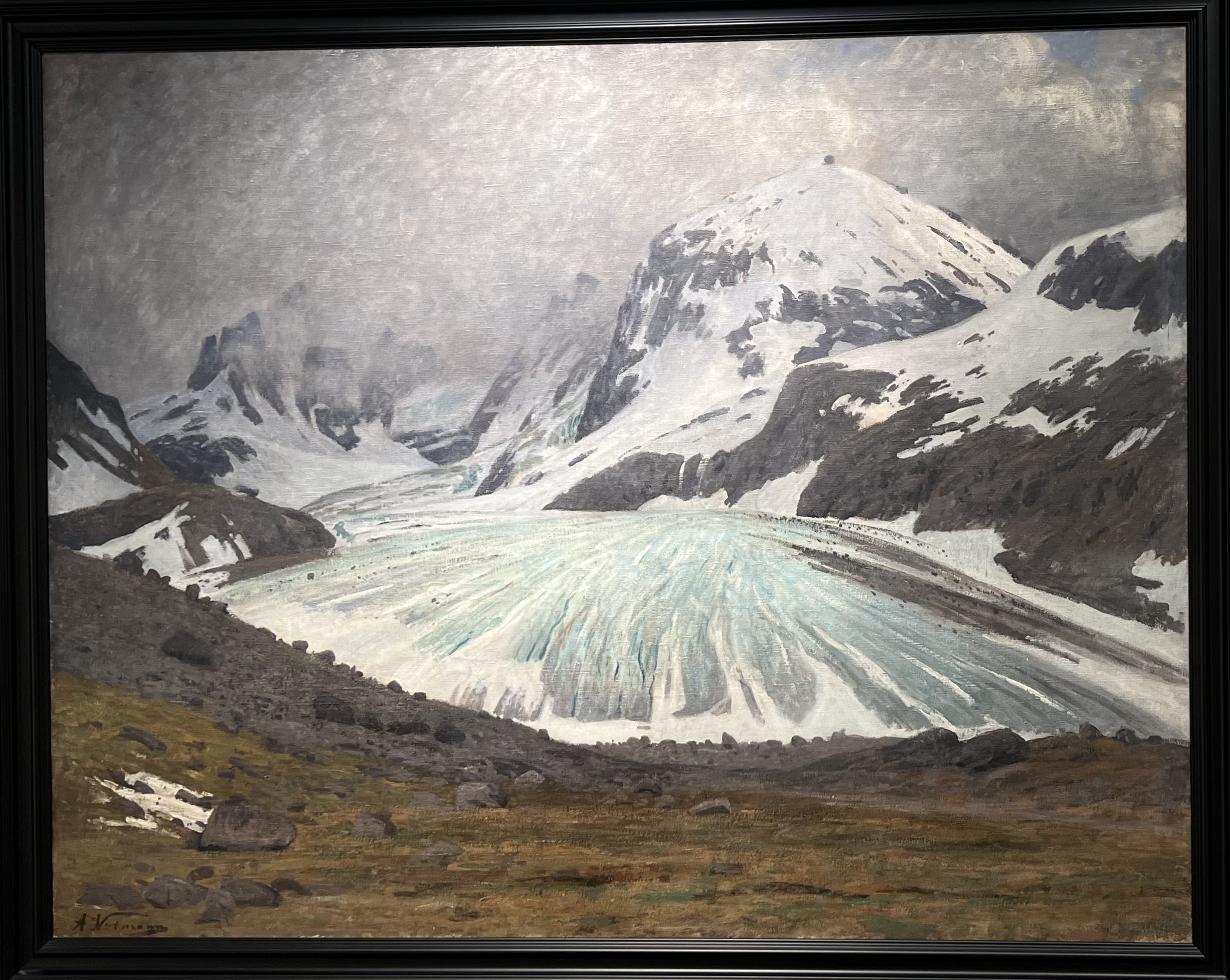
Landschaft mit Gletscher (Nordnorsk Kunstmuseum, Tromsö)

Normann versuchte sich an zahlreichen Themen. Hauptschwerpunkte seines Werkes sind aber Landschaften aus Sogn og Fjordane und aus Nordland. Insbesondere wurde er durch sein Fjordlandschaften mit Mitternachtssonne bekannt. Am häufigsten malte er Szenen der Touristengebiete am Sognefjord, Nærøyfjord und Romsdalsfjord, die seinen Ruhm begründeten. Für seine Landschaften verwendete er standardmäßig Ruder- und Segelboote, auch Dampfschiffe als Staffage, daneben einzelne Figuren, auf frühen Werken aus den 1870er Jahren auch deutlich gekennzeichnete Touristen. Die Arbeitswelt der einheimischen Bevölkerung, die den Malern, die unter dem Einfluss der Norwegischen Nationalromantik standen, sehr wichtig war, fand in den zum Verkauf bestimmten Bildern Normanns kaum Berücksichtigung.
Daneben malte er auch Szenerien aus seiner nordnorwegischen Heimat und von der Inselgruppe Lofoten. Seine Bilder sind nicht mit Angaben zu den dargestellten Orten versehen und meist auch nicht datiert, was die Zuordnung erschwert. Es wird davon ausgegangen, dass zahlreiche seiner größeren Bilder erst im Atelier komponiert sind.
Normann benutzte eigene Fotografien als Vorlagen für seine Bilder. Seine Malweise veränderte sich – anders als die seiner Kollegen Hans Dahl oder Themistokles von Eckenbrecher – im Laufe seines Lebens stark und wurde unter dem Einfluss des Impressionismus immer flüchtiger und lückenhafter. Von den gedämpften Farben seiner frühen Schaffensperiode schwenkte er zu heftigen Zusammenstellungen leuchtender Farben um. Seit den 1890er Jahren verwendete er die Spachteltechnik. „Es war nicht mehr die Arbeit der feinen, glatten Pinselspitze; die breite Spatel trat an seine Stelle,“ wie es in einem Bericht von 1893 heißt. Normann malte nun stereotyp viele, einander ähnliche Fjordlandschaften mit blauem Himmel, die sich gut an deutsche Touristen verkauften.
Sein Verhältnis zur Berliner Secession, der er sich in einigen Werken anzunähern scheint, bedarf noch näherer Untersuchung.

## Nachruhm
1943 ließ Hitler ein Fjordgemälde Normanns aus dem Jahre 1876 für das Führermuseum Linz ankaufen.
Die meisten Museen hielten ihn jedoch lange Zeit für nicht sammelwürdig. Erst 1994 wurde die Adelsteen Normann Stiftung in Bodø gegründet, die sich dem Werk des Malers widmet und in die große Teile seines Nachlasses eingeflossen sind. Die Nationalgalerie in Oslo erwarb erstmals 1996 ein Bild von Normann.
Seit 2001 wird im Hålogatun, Bodø, Reinslettveien 3, eine Dauerausstellung mit Werken Normanns gezeigt.

## Werke (Auswahl)
- Sognefjord (Nationalmuseum in Stockholm)
- Stamsund in den Lofoten
- Hafen in den Lofoten
- Mitternacht in den Lofoten
- Romdalsfjord
- Foldenfjord
- Saltenfjord
- Landschaft mit Gletscher